# Le Garçon et la Bête
Le Garçon et la Bête (バケモノの子, Bakemono no ko) est un film d'animation japonais réalisé par Mamoru Hosoda et produit par le Studio Chizu et Nippon TV, sorti au Japon le 11 juillet 2015. Il est distribué par Gaumont hors de l'Asie, et est sorti en France le 13 janvier 2016.

## Synopsis
Ren, neuf ans, vient de perdre sa mère, avec laquelle il vivait depuis le divorce de ses parents. N’ayant pas de nouvelles de son père, et refusant l’accueil de ses tuteurs légaux, il s’enfuit dans les rues du quartier de Shibuya, où il hurle sa haine de l’humanité.
Dans le royaume des bêtes (渋天街, jūtengai), le seigneur fait savoir qu’il a décidé de prendre sa retraite prochainement pour se réincarner en divinité. Deux prétendants à sa succession s’opposent : Iôzen, très populaire, accompagné de nombreux disciples et père de deux enfants, et Kumatetsu, très puissant, mais solitaire et paresseux. Le seigneur des bêtes (バケモノ, bakemono) demande à ce dernier de former un disciple avant de pouvoir aspirer à devenir son successeur. Alors que Kumatetsu arpente les ruelles de Tokyo avec Tatara, son compagnon de fortune, il rencontre Ren, à qui il propose de le suivre. Celui-ci rejette âprement la proposition, mais remarque que sous la cape de son interlocuteur se cache une créature non humaine ; intrigué, il le suit dans le passage menant au jūtengai. Ne sachant comment retourner dans le monde des hommes, Ren assiste à une confrontation entre Iôzen et Kumatetsu et est impressionné par la détermination de ce dernier, malgré l’absence de soutien des badauds, acquis à la cause de son adversaire. Il lui crie de ne pas abandonner, mais la créature, peu habituée à être encouragée, est tellement surprise que Iôzen en profite pour le mettre KO, avant que le seigneur n’interrompe le combat, l’heure de leur duel pour la succession n’étant pas encore venue.
Kumatetsu décide de prendre Ren comme disciple et lui donne un nouveau nom, Kyûta, en rapport avec son âge. En tant qu’autodidacte, la créature se révèle être un piètre professeur, et les premières séances d’entraînement se passent mal, mais Kyûta finit par comprendre qu’il doit fonctionner par mimétisme pour progresser. Alors qu’il effectue diverses tâches ménagères, il tente d’imiter les mouvements de son maître lors des séances d’entraînement de ce dernier, ou dans sa manière de se mouvoir dans la vie de tous les jours. Au bout d’un moment, le jeune garçon s’aperçoit qu’il est capable de prévoir les déplacements de Kumatetsu, et donc de lui être utile pour le faire progresser, et les deux commencent à s’entraîner ensemble avec harmonie.
Huit ans plus tard, le seigneur des bêtes ne s’est toujours pas décidé à céder sa place ; Kyûta, devenu un jeune homme et un pratiquant émérite de kendō, fait la fierté de son maître. Ce dernier, grâce à l’aura de son élève, devenu notamment ami avec le cadet de Iôzen, est beaucoup plus populaire et reçoit de nombreuses demandes de jeunes bêtes requérant sa formation. De son côté, Kyûta retrouve par hasard le chemin qui mène au monde des hommes, et y devient ami avec une jeune étudiante, Kaede, qui le pousse à rattraper son retard dans les études. Le jeune homme retrouve aussi la trace de son père, qui se dit prêt à l’accueillir et à rattraper avec lui le temps perdu. Tiraillé par sa double vie, Ren / Kyûta retrouve l’ombre de son ancien moi régi par la haine et manque de craquer, s’apercevant qu’il possède un vide au niveau du cœur. Il rejette à la fois son père et Kumatetsu, ne sachant plus qui il est, avant que Kaede ne parvienne à le calmer et lui offre un bracelet qui l’a aidée lorsqu’elle était elle-même angoissée.
Le jour du duel pour la succession arrive, et Kyûta y assiste secrètement. Sans les encouragements de son premier élève, Kumatetsu est vite dépassé par la puissance de son adversaire, et mis à terre. Le jeune homme se manifeste alors et lui prodigue des encouragements et des conseils sur les mouvements à adopter, ce qui permet à la créature de mettre KO Iôzen. Alors que Kumatetsu est déclaré vainqueur, Ichirôhiko, le fils aîné du malheureux perdant se révèle être un humain. Trompé toute sa vie sur sa nature par son père qui l’avait découvert bébé dans les rues de Tokyo, il a développé aussi un vide au niveau du cœur, qui se manifeste par des pouvoirs de télékinésie. Utilisant le sabre de Iôzen, il transperce Kumatetsu. Envahi par le chagrin et la rage, Kyûta laisse son propre vide l’envahir, et s’apprête à tuer le jeune homme, mais la vision du bracelet de Kaede lui permet de reprendre ses esprits juste à temps, tandis que Ichirôhiko se laisse consumer par l’obscurité et disparaît.
Kyûta reste un temps au chevet de son maître grièvement blessé, puis décide de partir dans le monde des hommes affronter Ichirôhiko. Il va faire ses adieux à Kaede, mais cette dernière refuse obstinément de le laisser, tandis qu’ils sont attaqués par Ichirôhiko. Ren engage le combat, mais se sent vite impuissant face à la violence de son adversaire, qui prend la forme d’une baleine et les poursuit, déclenchant des explosions et une panique dans Tokyo. Alors que le jeune homme décide d’utiliser son propre vide pour aspirer la haine d’Ichirôhiko et se sacrifier en se transperçant, au royaume des monstres, Kumatetsu choisit d’utiliser son nouveau privilège en tant que seigneur pour se réincarner en divinité. Devenant un sabre « à manier avec le cœur », en référence à leur premier entraînement, il fusionne avec Ren en remplissant son vide. Conseillant le jeune homme, il lui permet de vaincre son ennemi sans le tuer.
Après avoir assisté en compagnie de Kaede à la fête en leur honneur dans le royaume des monstres, Ren repart vivre dans le monde des hommes, réconcilié avec son père et avec lui-même, et conservant Kumatetsu dans son cœur. Soutenu par son amie, il rentre à l’université. Ichirôhiko se réveille entouré de sa famille adoptive, comprenant qu’il est comme Ren un humain élevé par des bêtes, et s’accepte ainsi.

## Personnages
Kumatetsu (熊徹)
Voix japonaise : Kōji Yakusho, voix française : Thierry Hancisse
Kyūta (九太)
Voix japonaise : Aoi Miyazaki (enfant) / Shōta Sometani (adulte), voix française : Suliane Brahim (enfant) / Matthieu Sampeur (adulte)
Kaede (楓)
Voix japonaise : Suzu Hirose, voix française : Rafaëlle Cohen
Tatara (多々良)
Voix japonaise : Yo Oizumi, voix française : Laurent Natrella
Hyakushūbō (百秋坊)
Voix japonaise : Lily Franky, voix française : François Marthouret
Sōshi (宗師)
Voix japonaise : Masahiko Tsugawa, voix française : Jean-Christophe Dollé
Iōzen (猪王山)
Voix japonaise : Kazuhiro Yamaji, voix française : Thibault de Montalembert
Ichirōhiko (一郎彦)
Voix japonaise : Haru Kuroki (jeune) / Mamoru Miyano (adulte), voix française : Valentine de Montalembert (jeune) / Pierre Boulanger (adulte)
Jirōmaru (二郎丸)
Voix japonaise : Momoka Ōno (jeune) / Kappei Yamaguchi (adulte), voix française : Alyzée Soudet (jeune) / Florent Dorin (adulte)
Chiko (チコ)
Voix japonaise : Sumire Morohoshi
Père de Kyūta (九太の父, Kyūta no chichi)
Voix japonaise : Keishi Nagatsuka, voix française : Emmanuel Lemire
Mère de Kyūta (九太の母, Kyūta no haha)
Voix japonaise : Kumiko Aso, voix française : Ludmila Ruoso
Sources : Anime News Network, Eiga.com, et site officiel,

## Fiche technique

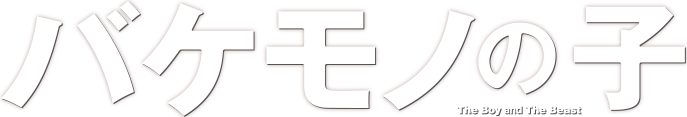
Logo japonais du film.

- Titre français : Le Garçon et la Bête
- Titre original : Bakemono no ko (バケモノの子?)
- Titre international : The Boy and the Beast
- Réalisation : Mamoru Hosoda
- Pays :  Japon
- Langue : japonais
- Format : couleur
- Dates de sortie : 
  -  Japon : 11 juillet 2015
  -  France : 13 janvier 2016[3]

## Production
Le long-métrage est dévoilé lors d'une conférence de presse donnée par le réalisateur à Tokyo en décembre 2014.

## Box-office
Lors de son premier week-end de diffusion, le film se classe à la première place du box-office au Japon, rapportant plus de 667 millions de yens. Sur l'année 2015, il est placé à la deuxième place du box-office japonais avec 5,85 milliards de yens.

## Distinction

### Récompenses
- 39e cérémonie du Prix de l'Académie japonaise : meilleur film d'animation[12],[13]
- Newtype Anime Awards 2015 : meilleur film d'animation avec les films Psycho-Pass et Love Live![14]

### Nominations
- 43e cérémonie des Annie Awards : meilleur long métrage d'animation[15],[16],[17]

## Adaptations

### Manga

Logo de l'édition française du manga.

Le film d'animation est adapté en manga par Renji Asai. Prépublié dans le Monthly Shōnen Ace, le manga est publié en quatre volumes reliés par Kadokawa Shoten à partir de juin 2015. La version française est éditée par Kazé à partir de janvier 2016. 

#### Liste des volumes
| no | Japonais         | Japonais          | Français        | Français          |
| no | Date de sortie   | ISBN              | Date de sortie  | ISBN              |
| -- | ---------------- | ----------------- | --------------- | ----------------- |
| 1  | 26 juin 2015     | 978-4-04-103324-1 | 13 janvier 2016 | 978-2-82032-292-0 |
| 2  | 26 janvier 2016  | 978-4-04-103325-8 | 25 mai 2016     | 978-2-82032-455-9 |
| 3  | 13 juillet 2016  | 978-4-04-104427-8 | 26 octobre 2016 | 978-2-82032-525-9 |
| 4  | 28 décembre 2016 | 978-4-04-104428-5 | 21 juin 2017    | 978-2-82032-867-0 |

### Roman
Le réalisateur Mamoru Hosoda publie également un roman de l'histoire le 20 mai 2016  (ISBN 978-4-04-103000-4). La version française est éditée par Kazé le 25 mai 2016  (ISBN 978-2-82032-456-6).